# Новенькое (Артемьевское сельское поселение)
В Тутаевском районе есть ещё одна деревня Новенькое, а в Ярославской области ещё 4 деревни.
Новенькое (по топокарте Новенькая) — деревня Николо-Эдомского сельского округа Артемьевского сельского поселения Тутаевского района Ярославской области .
Деревня находится на западе сельского поселения, к северо-западу от Тутаева вблизи границы Тутаевского и Рыбинского районов. Новенькое стоит на расстоянии около 1,5 км к северо-востоку от федеральной трассы Р151 Ярославль—Рыбинск, между этой трассой и правым высоким берегом Волги, до которого от деревни около 700 м. Между деревней Новенькое и федеральной трассой стоит деревня Ваулово. С востока к Новенькому примыкает база отдыха (ранее санаторий) «Красный Октябрь» и посёлок при базе отдыха, которые протянулись до самого берега Волги .
Деревня Новая указана на плане Генерального межевания Борисоглебского уезда 1792 года. По сведениям 1859 года деревня Новинькое относилась к Романово-Борисоглебскому уезду .
На 1 января 2007 года в деревне Новенькое числилось 8 постоянных жителей . По карте 1975 г. в деревне жило 6 человек. Почтовое отделение, находящееся в деревне Столбищи, обслуживает в деревне Новенькое 9 домов .